# Le Breuil-sur-Couze
Le Breuil-sur-Couze è un comune francese di 1 033 abitanti situato nel dipartimento del Puy-de-Dôme nella regione dell'Alvernia-Rodano-Alpi.

## Società

### Evoluzione demografica
Abitanti censiti